# الشوملي
الشوملي هي مركز ناحية و مدينة عراقية تقع في محافظة بابل إلى الجنوب الشرقي من مدينة الحلة مركز المحافظة والتي تبعد عنها حوالي (45 كم)، تتبع إداريا إلى قضاء الهاشمية.

## التسمية والتاريخ
سميت بهذا الأسم نسبة إلى نهر يمر بأرضها يسمى بنهر الشوملي وان اصل التسمية جاءت لهذا النهر من اسم شامل بيك الوالي العثماني الذي قرر حفر هذا النهر في القرن التاسع عشر وسمي النهر ب (الشاملي)نسبة إلى شامل بيك والتي تحورت فيما بعد إلى (الشوملي). وعن الآثار التي وجدت في ذكر الكاتب:
((يعد التنقيب الابتدائي الذي تم سنة 1945م ظهرت مواقع اثرية قديمة قد ترجع إلى العصر البابلي تم تشخيصها من قبل دائرة الآثار ولم يجر التنقيب فيها بعد الكشف عن اسرارها، وتقوم هيئة خاصة تابعة لمديرية الآثار بحراستها وجميعها تقع شرق مدينة ويعتقد أنها قصور لملوك في عهد خلا كانت امتدادا لقصور نفر وسومر جنوبا والاحيمر وكيش شمالا، ويظهر ان مجرى الفرات في عهد السومريين والاكديين والبابليين كان قد غير مجراه الحالي، إذ كان في قعر شط النيل (شيباد، كوثى، كيش، نيبور) وكلها تقع على شط التيل.
وثمة قسم آخر يقع على نهر الكار الذي هو امتدادا لشط النيل ونرى اليوم اطلال الحضارة البابلية بعيدة عن مجرى الفرات الحديث الذي أحدث مجراه الحالي في زمن الاسكندر المقدوني سنة (331-323ق م) وليس من شك في ان امكنة هذه القصور وحدها تدل دلالة قاطعة على أن الفرات غير مجراه وان واديه فيما مضى غير واديه الآن.
والمواقع الاثرية في منطقة (المتحفظ عليها) هي كما يأتي:
ـ تل أبو بويريه، شرق على طريق شوملي –نعمانية.
ـ تل أبو حصان، قرب محطة تقوية البث التلفزيوني.
ـ تل أبو الحف، شمال قرب قرية الخضريات. تل الخضريات، قرب قرية غافل.
ـ اثار الدير، تقع نهاية نهر الصلبة، شرق.
والمقصود بالتل أو كما يطلق عليه محليا (الايشان) مرتفع صغير يعتقد أنه قصر أو مدينة صغيرة نقضت وبمرور الأيام والسنين غطيت بالاتربة.

## الموقع الجغرافي
تعتبر ناحية الشوملي البوابة الجنوبية الشرقية لمحافظة بابل فهي حدودية مع محافظة الديوانية ومحافظة واسط .
شط الحلة (فرع من نهر الفرات) يحدها من الغرب وهو الحد الفاصل بينها وبين قضاء القاسم وناحية الطليعة ومن الشمال قضاء الحمزة الغربي ومن الجنوب قضاء سومر وقضاء الدغارة في محافظة الديوانية ومن الشرق يكون مبزل المصب العام هو الحد الفاصل بينها وبين قضاء النعمانية في محافظة واسط.

## تفجير ناحية الشوملي
في 24 نوفمبر 2016 أستهدف صهريج مفخخة يقوده انتحاري محطة وقود أدت إلى مقتل 125 شخص وآصابة 60 أخرين بجروح خطيرة معظمهم من الزوار الإيرانيين والباكستانيين وأعلن تنظيم داعش مسؤوليته عن التفجير في بيان له نشر على مواقع الأنترنت.